# Michel Raymond
Michel Raymond (ur. 11 czerwca 1951 w Digoin) – francuski polityk, rolnik, poseł do Parlamentu Europejskiego (1999–2004).

## Życiorys
Był długoletnim prezesem stowarzyszenia myśliwych ptactwa wodnego w Saonie i Loarze i wiceprzewodniczącym federacji łowieckiej w tym departamencie. Pełnił funkcję wiceprzewodniczącego rady regionalnej Burgundii. Należał do liderów partii Łowiectwo, Wędkarstwo, Przyroda, Tradycja (CPNT), został jej sekretarzem generalny.
W wyborach w 1999 z ramienia partii CPNT uzyskał mandat posła do Parlamentu Europejskiego V kadencji. Należał do Grupy na rzecz Europy Demokracji i Różnorodności, pracował w Komisji ds. Rolnictwa i Rozwoju Wsi i następnie w Komisji Budżetowej.
W 2003 został prawomocnie skazany za wyłudzenie dotacji na karę pozbawienia wolności z warunkowym zawieszeniem jej wykonania, grzywnę i pozbawienie praw wyborczych. Utracił w konsekwencji mandat radnego regionu. Z mandatu w PE zrezygnował parę miesięcy przed końcem kadencji. Zrezygnował też z funkcji partyjnych, krytykował publicznie władze CPNT za zbliżenie z UMP i sojusz w wyborach w 2010.